# Ophioscion typicus
Ophioscion typicus är en fiskart som beskrevs av Gill, 1863. Ophioscion typicus ingår i släktet Ophioscion och familjen havsgösfiskar. IUCN kategoriserar arten globalt som livskraftig. Inga underarter finns listade i Catalogue of Life.